# Schwenkbraten

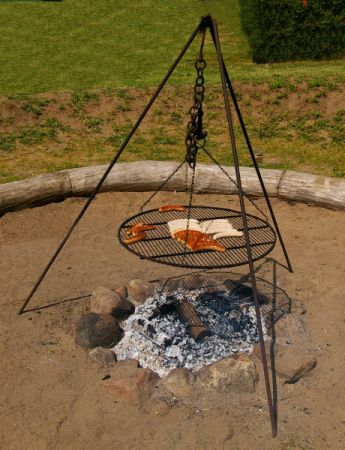
Een rooster-opstelling voor het Schwenkbraten

Schwenkbraten (Nederlands: zwenkroosteren) is een wijze waarop consumptievlees - meestal varkensvlees  - boven een nasmeulend open vuurtje of bed van gloeiende houtskool wordt geroosterd. Anders dan bij een barbecue is het rooster met daarop het vlees niet statisch opgesteld, maar hangt het met kettingen aan een driepoot. Doordat aan het rooster een zetje wordt gegeven zwenkt het rooster over de hittebron zachtjes heen en weer. De persoon die het rooster bedient, wordt Schwenker of Schwenkmeister genoemd.
Schwenkbraten wordt vooral in het Duitse Saarland, Hunsrück en Eifel gedaan. Het hiervoor gebruikte varkensvlees is twee à drie centimeter dik met een gewicht van circa 100 tot 300 gram. Karbonade zou hier goed voor gebruikt kunnen worden. Ook andere delen van het varken zijn geschikt, alsook andere vleessoorten en worsten. In de betreffende regionen wordt men dan niet uitgenodigd om mee te komen eten, maar om te komen “Schwenken”.
Swing barbecue, zwenkgrill, driepootgrill en schommelgrill zijn andere benamingen voor het gebruikte toestel.

## Voordelen
Het voordeel van deze roosterwijze is dat het vlees:
- Langzaam gaart, wat de zachtheid van het vlees ten goede komt.
- Gelijkmatiger boven de hittebron beweegt, zodat het vlees niet verbrandt.

## Bereiding
Daags voor het roosteren wordt het vlees gemarineerd met olie, mosterd, ui, knoflook, peper, tijm en paprika(poeder). Het vlees moet 4 uur voorafgaand aan bereiding op kamertemperatuur zijn. Afhankelijk van de grootte van het vlees kan de bereidingstijd uiteenlopen van een half tot een heel uur.
Wanneer het gezwenkte vlees - in het Duits “Schwenker” genoemd - gaar is, wordt het traditioneel ‘afgeblust’ met een scheut bier.
Bij het vlees wordt vaak kartoffelsalat, noedelsalade en bier geserveerd.